# 羌瘣
羌 瘣（きょう かい、生没年不詳）は、中国戦国時代の秦の将軍。秦王政（後の始皇帝）に仕えた。

## 経歴
紀元前229年（始皇18年）、王翦・楊端和と共に、趙を攻めた。
紀元前228年（始皇19年）、王翦と共に趙王の幽繆王を東陽で捕らえ、趙国を滅ぼした。さらに、兵隊を率いて燕を攻めんと、中山に駐屯した。

## 史料
- 司馬遷『史記』秦始皇本紀